# Simac Ladies Tour
De Simac Ladies Tour is een meerdaagse Nederlandse wielerwedstrijd voor vrouwen. De wedstrijd wordt gehouden sinds 1998 en bestaat in de regel uit zes of zeven etappes. Voorheen werd de wielerwedstrijd georganiseerd onder de naam Holland Ladies Tour, maar sinds 2011 onder verschillende namen waarbij het woord "Holland" vervangen wordt door de naam van de hoofdsponsor van het evenement. Vanaf 2021 is dit Simac.
De wedstrijd had van 2011 tot 2016 de UCI 2.1-status en maakt vanaf 2017 deel uit van de UCI Women's World Tour. De Simac Ladies Tour is, samen met de reeds bestaande WorldTour-wedstrijd Ronde van Drenthe en de opnieuw in het leven geroepen Amstel Gold Race, de derde Nederlandse wedstrijd op het hoogste niveau.
Doordat de Simac Ladies Tour in september, voor het WK, wordt verreden, kent het steevast een sterk internationaal deelnemersveld. Zo had de wedstrijd viermaal een Duitse en tweemaal een Amerikaanse winnares. De Zweedse Susanne Ljungskog won twee keer, net als Mirjam Melchers en Annemiek van Vleuten. Recordhoudster is Marianne Vos, met vier overwinningen op rij. De eerste editie werd in 1998 gewonnen door Elsbeth van Rooy-Vink.
| Jaar       | Naam van de wedstrijd    | Status    |
| ---------- | ------------------------ | --------- |
| 1998-2010  | Holland Ladies Tour      | UCI 2.2   |
| 2011       | Profile Ladies Tour      | UCI 2.1   |
| 2012       | BrainWash Ladies Tour    | UCI 2.1   |
| 2013-2016  | Boels Rental Ladies Tour | UCI 2.1   |
| 2017-2019  | Boels Ladies Tour        | UCI 2.WWT |
| 2021-heden | Simac Ladies Tour        | UCI 2.WWT |

## Podium

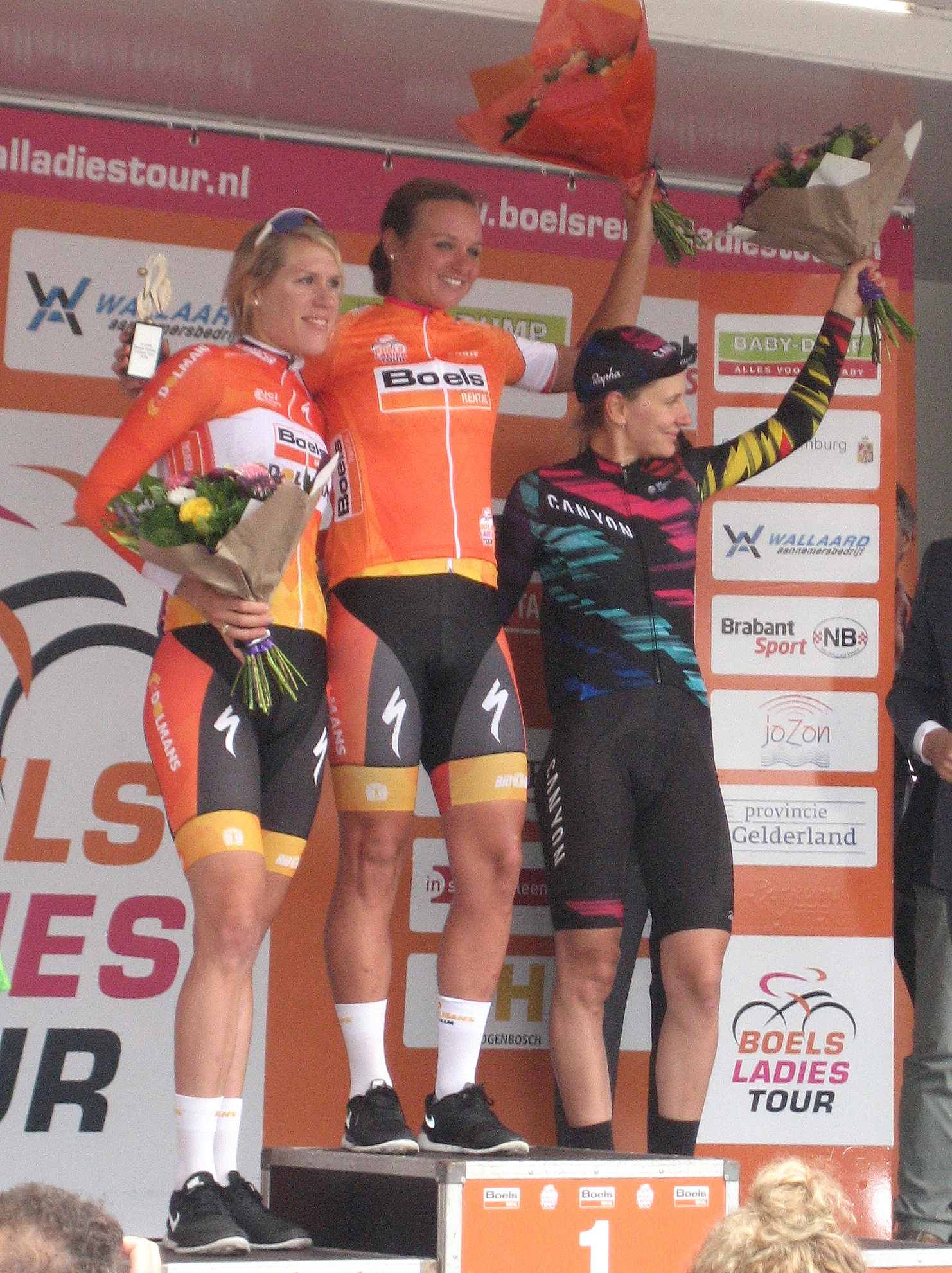
Podium in 2016: Van Dijk (2e), winnares Blaak en Amialiusik (3e)

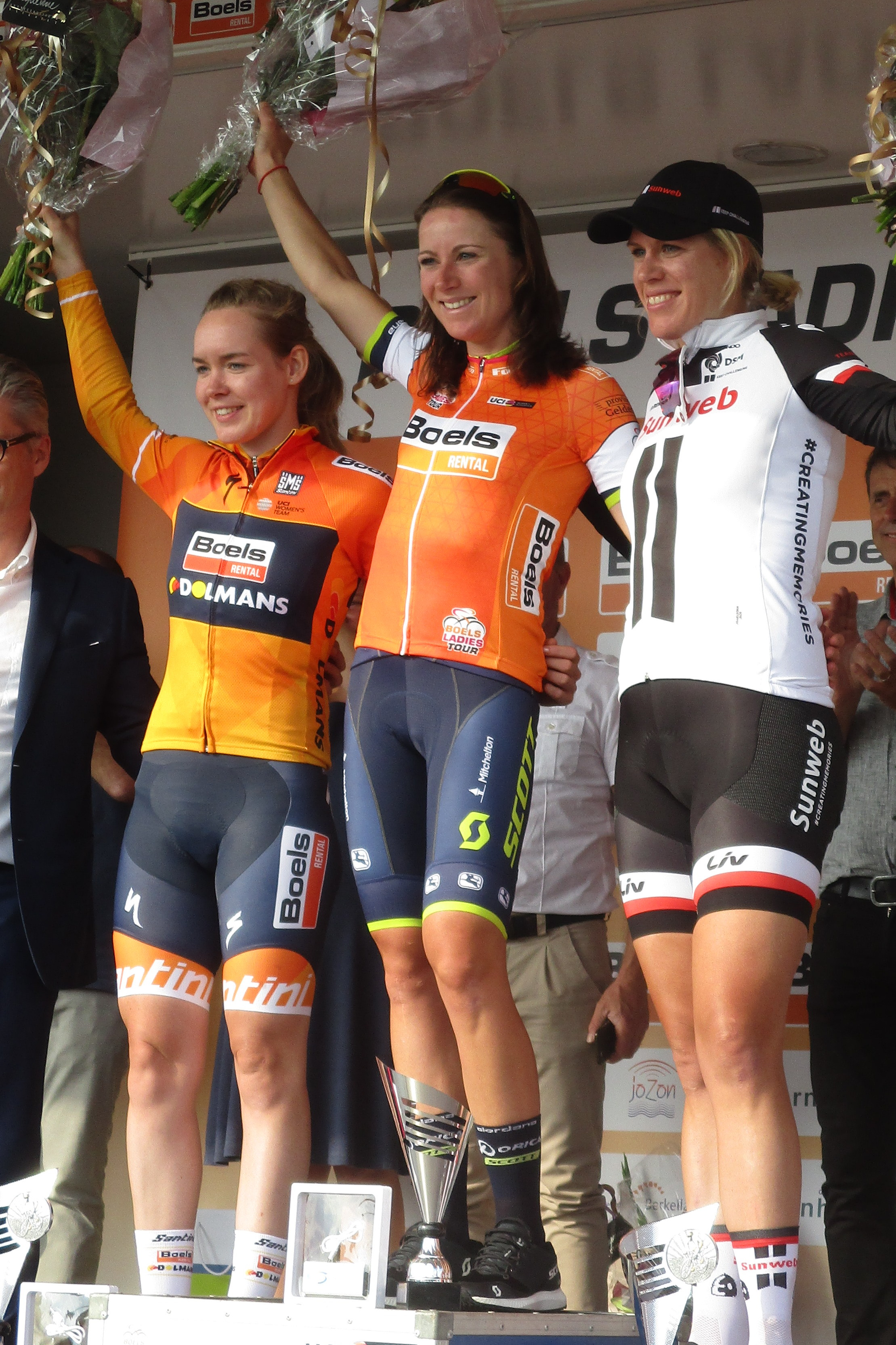
Podium in 2017: Van der Breggen (2e), winnares Van Vleuten en Van Dijk (3e)

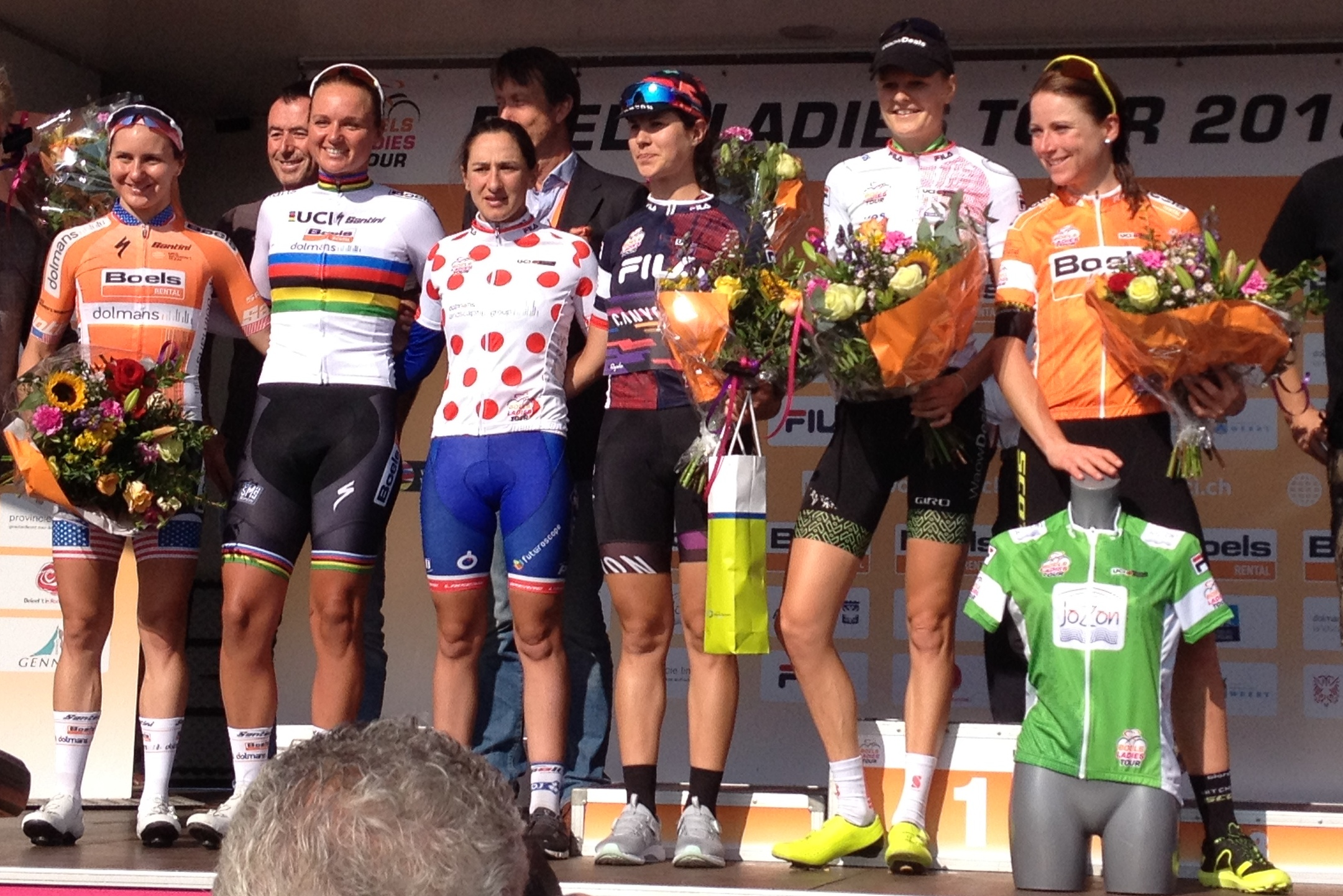
Alle truidragers in 2018.

| Jaar | Winnaar                               | Tweede                                | Derde                                 |
| ---- | ------------------------------------- | ------------------------------------- | ------------------------------------- |
| 1998 | Elsbeth van Rooy-Vink                 | Leontien van Moorsel                  | Ingunn Bollerud                       |
| 1999 | Leontien van Moorsel                  | Judith Arndt                          | Susanne Ljungskog                     |
| 2000 | Mirjam Melchers                       | Ina-Yoko Teutenberg                   | Susanne Ljungskog                     |
| 2001 | Petra Rossner                         | Diana Žiliūtė                         | Debby Mansveld                        |
| 2002 | Debby Mansveld                        | Mirjam Melchers                       | Arenda Grimberg                       |
| 2003 | Susanne Ljungskog                     | Trixi Worrack                         | Olga Zabelinskaia                     |
| 2004 | Mirjam Melchers                       | Trixi Worrack                         | Sissy van Alebeek                     |
| 2005 | Tanja Hennes                          | Susanne Ljungskog                     | Mirjam Melchers                       |
| 2006 | Susanne Ljungskog                     | Trixi Worrack                         | Judith Arndt                          |
| 2007 | Kristin Armstrong                     | Judith Arndt                          | Linda Villumsen                       |
| 2008 | Charlotte Becker                      | Ina-Yoko Teutenberg                   | Irene van den Broek                   |
| 2009 | Marianne Vos                          | Kirsten Wild                          | Ina-Yoko Teutenberg                   |
| 2010 | Marianne Vos                          | Kirsten Wild                          | Ellen van Dijk                        |
| 2011 | Marianne Vos                          | Emma Johansson                        | Kirsten Wild                          |
| 2012 | Marianne Vos                          | Evelyn Stevens                        | Judith Arndt                          |
| 2013 | Ellen van Dijk                        | Annemiek van Vleuten                  | Elizabeth Armitstead                  |
| 2014 | Evelyn Stevens                        | Lisa Brennauer                        | Ellen van Dijk                        |
| 2015 | Lisa Brennauer                        | Lucinda Brand                         | Ellen van Dijk                        |
| 2016 | Chantal Blaak                         | Ellen van Dijk                        | Alena Amialiusik                      |
| 2017 | Annemiek van Vleuten                  | Anna van der Breggen                  | Ellen van Dijk                        |
| 2018 | Annemiek van Vleuten                  | Ellen van Dijk                        | Anna van der Breggen                  |
| 2019 | Christine Majerus                     | Lorena Wiebes                         | Lisa Klein                            |
| 2020 | geannuleerd vanwege de Coronapandemie | geannuleerd vanwege de Coronapandemie | geannuleerd vanwege de Coronapandemie |
| 2021 | Chantal van den Broek-Blaak           | Marlen Reusser                        | Ellen van Dijk                        |
| 2022 | Lorena Wiebes                         | Audrey Cordon-Ragot                   | Karlijn Swinkels                      |
| 2023 | Lotte Kopecky                         | Lorena Wiebes                         | Anna Henderson                        |

#### Meervoudige winnaars
| Overwinningen | Renster                     | Land      | Jaren                  |
| ------------- | --------------------------- | --------- | ---------------------- |
| 4             | Marianne Vos                | Nederland | 2009, 2010, 2011, 2012 |
| 2             | Mirjam Melchers             | Nederland | 2000, 2004             |
| 2             | Susanne Ljungskog           | Zweden    | 2003, 2006             |
| 2             | Annemiek van Vleuten        | Nederland | 2017, 2018             |
| 2             | Chantal van den Broek-Blaak | Nederland | 2016, 2021             |

#### Overwinningen per land
| Overwinningen | Land                     |
| ------------- | ------------------------ |
| 15            | Nederland                |
| 4             | Duitsland                |
| 2             | Verenigde Staten, Zweden |
| 1             | België, Luxemburg        |